# Ковач, Лайош (футболист)
Ла́йош Не́меш Ко́вач (венг. Kovács Lajos Nemes; 27 апреля 1894, Будапешт — 17 декабря 1961) — венгерский футболист и футбольный тренер.
В Венгрии выступал за клуб МТК, откуда уехал в Италию, в клуб второго итальянского дивизиона «Новара». После завершения карьеры футболиста работал тренером, с клубами «Болонья», «Падова», «Рома», «Триестина», «Алессандрия» и «Кальяри». Наибольших успехов добился с «Болоньей», которую привёл к победе в кубке Митропы в 1934 году.

## Достижения
- Обладатель кубка Митропы: 1934